# Laatste Evangelie
Het Laatste Evangelie is het eerste hoofdstuk uit het Evangelie van Johannes (1,1-14) en wordt op het einde van de Heilige Mis volgens de Tridentijnse liturgie gelezen. Het fragment bevat een korte samenvatting van het christelijk geloof in God als Schepper en in Christus als de mensgeworden Zoon van God en de ware Verlosser die evenwel door de wereld niet werd erkend.
De tekst gaat als volgt :
| Latijn (Vulgaat) | Nederlands |
| --- | --- |
| 1. In principio erat Verbum, et Verbum erat apud Deum, et Deus erat Verbum. 2. Hoc erat in principio apud Deum. 3. Omnia per ipsum facta sunt, et sine ipso factum est nihil, quod factum est; 4. in ipso vita erat, et vita erat lux hominum: 5. et lux in tenebris lucet, et tenebrae eam non comprehenderunt. 6. Fuit homo missus a Deo, cui nomen erat Ioannes; 7. hic venit in testimonium, ut testimonium perhiberet de lumine, ut omnes crederent per illum. 8. Non erat ille lux, sed ut testimonium perhiberet de lumine. 9. Erat lux vera, quae illuminat omnem hominem venientem in hunc mundum. 10. In mundo erat, et mundus per ipsum factus est, et mundus eum non cognovit. 11. In propria venit, et sui eum non receperunt. 12. Quotquot autem receperunt eum, dedit eis potestatem filios Dei fieri, his, qui credunt in nomine eius, 13. qui non ex sanguinibus, neque ex voluntate carnis, neque ex voluntate viri, sed ex Deo nati sunt. 14. Et Verbum caro factum est et habitavit in nobis; et vidimus gloriam eius, gloriam quasi Unigeniti a Patre, plenum gratiae et veritatis. | 1. In het begin was het Woord; En het Woord was bij God, en God was het Woord; 2. Het was in het begin bij God. 3. Alles is door Hem gemaakt; En zonder Hem is niets gemaakt, wat gemaakt is. 4. In Hem was het leven, en het Leven was het licht van de mensen; 5. En het Licht schijnt in de duisternis, en de duisternis heeft het niet begrepen. 6. Er was een mens, van God gezonden, wiens naam Johannes was. 7. Hij kwam tot getuigenis, om van het Licht te getuigen, opdat allen door hem zouden geloven. 8. Hij was niet zelf het Licht, maar kwam om te getuigen van het Licht. 9. Het was het ware Licht, dat elke mens die in deze wereld komt verlicht. 10. Het was in de wereld, en de wereld is erdoor gemaakt, en de wereld heeft Hem niet gekend. 11. Hij kwam tot de zijnen, ook de zijnen ontvingen Hem niet. 12. Maar aan wie Hem ook ontvingen, gaf Hij de macht Gods kinderen te worden, aan hen, die in zijn Naam geloven. 13. die niet uit bloed, noch uit de wil van vlees, noch uit de wil van de man, maar uit God zijn geboren. 14. En het Woord is vlees geworden, en Het heeft onder ons gewoond; en wij hebben Zijn glorie aanschouwd, de glorie als van de Eengeborene uit de Vader, vol van genade en waarheid. |